# Anton August Beck
Anton August Beck (* 27. August 1713 in Braunschweig; † 17. März 1787 ebenda) war ein deutscher Kupferstecher.

## Leben und Werk
Beck war der Sohn des aus Augsburg stammenden Kupferstechers Johann Georg Beck und dessen zweiter Ehefrau Anna Elisabeth Füllekrug aus Braunschweig. Er gewann bereits von frühester Kindheit an Einblick in das Handwerk des Kupferstechens. Der Vater starb 1722 als Anton August knapp neun Jahre alt war. Nachdem seine Mutter 1725 Johann Georg Schmidt, ebenfalls ein aus Augsburg kommender Kupferstecher, geheiratet hatte, wurde der Junge von diesem ausgebildet. Seine Kunstfertigkeit brachte ihm das Angebot ein, nach Hannover zu kommen, um sich dort niederzulassen. Beck schlug es jedoch aus und wurde am 21. Juni 1756 von Herzog Karl I. von Braunschweig-Wolfenbüttel zum Hofkupferstecher ernannt. Nach dem Tod des Stiefvaters im Jahre 1767 übernahm er dessen Werkstatt, die sich im Weichbild Sack, Höhe 7, befand und führte sie erfolgreich weiter. Die Kupferstichwerkstatt von Vater und Sohn Beck bestand ohne Unterbrechung von 1706 bis 1787.
Becks vielseitiges Schaffen erstreckte sich u. a. auf Porträts, so z. B. von Herzog Karl I. und dessen Gemahlin Philippine Charlotte; aber auch auf zahlreiche Illustrationen für Kalender und Almanache, Naturdarstellungen und (z. T. großformatige) Darstellungen von Gebäuden (Kirchen, Rathäuser, Schlösser) und Innenansichten. Über 30 Jahre hinweg schuf er die Titelblätter der Braunschweigischen Anzeigen, in denen er zwischen 1749 und 1777 fünf Artikel zu historischen Themen in und um Braunschweig veröffentlichte.
Beck beschäftigte sich intensiv mit der Geschichte der Stadt Braunschweig sowie deren Topografie. 1758 schuf er den ersten exakten Stadtplan Braunschweigs. Seine Stiche von Epitaphen und Grabsteinen gewähren umfassenden Einblick in die Familiengeschichte Braunschweiger Bürgergeschlechter. 1780 begann er mit einer umfangreich angelegten Stadtgeschichte, doch blieb dieses Vorhaben unvollendet. Die Mehrheit seiner kulturhistorisch bedeutenden und zwischen 1740 und 1780 entstandenen Werke wurde schließlich im sogenannten „Beckschen Klebeband“ zusammengefasst. Das Werk stellte heute eine einzigartige Quelle für die Baugeschichte der Stadt dar, da Braunschweig während des 18. Jahrhunderts architektonisch großen Veränderungen unterworfen war; alte Bausubstanz, z. T. noch aus dem Mittelalter stammend, wurde beseitigt, um neuer Architektur zu weichen. Beck dokumentierte dabei sowohl das Alte vor seiner Zerstörung, wie auch das Neue. Charakteristisch für seine Stiche ist dabei die Nüchternheit der Darstellung, die dokumentieren und nicht Personen und Staffagen abbilden wollte.
Ein Großteil der Werke von Vater und Sohn Beck befindet sich heute im Städtischen Museum sowie im Stadtarchiv Braunschweig.

## Werkauswahl

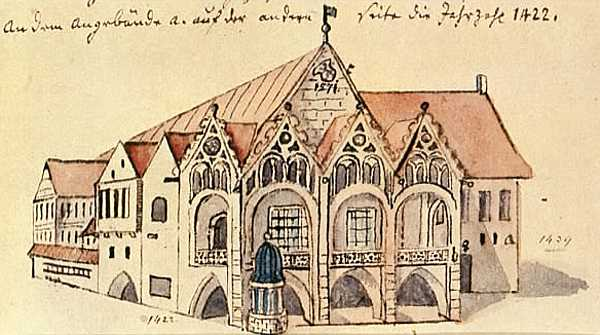
Neustadtrathaus
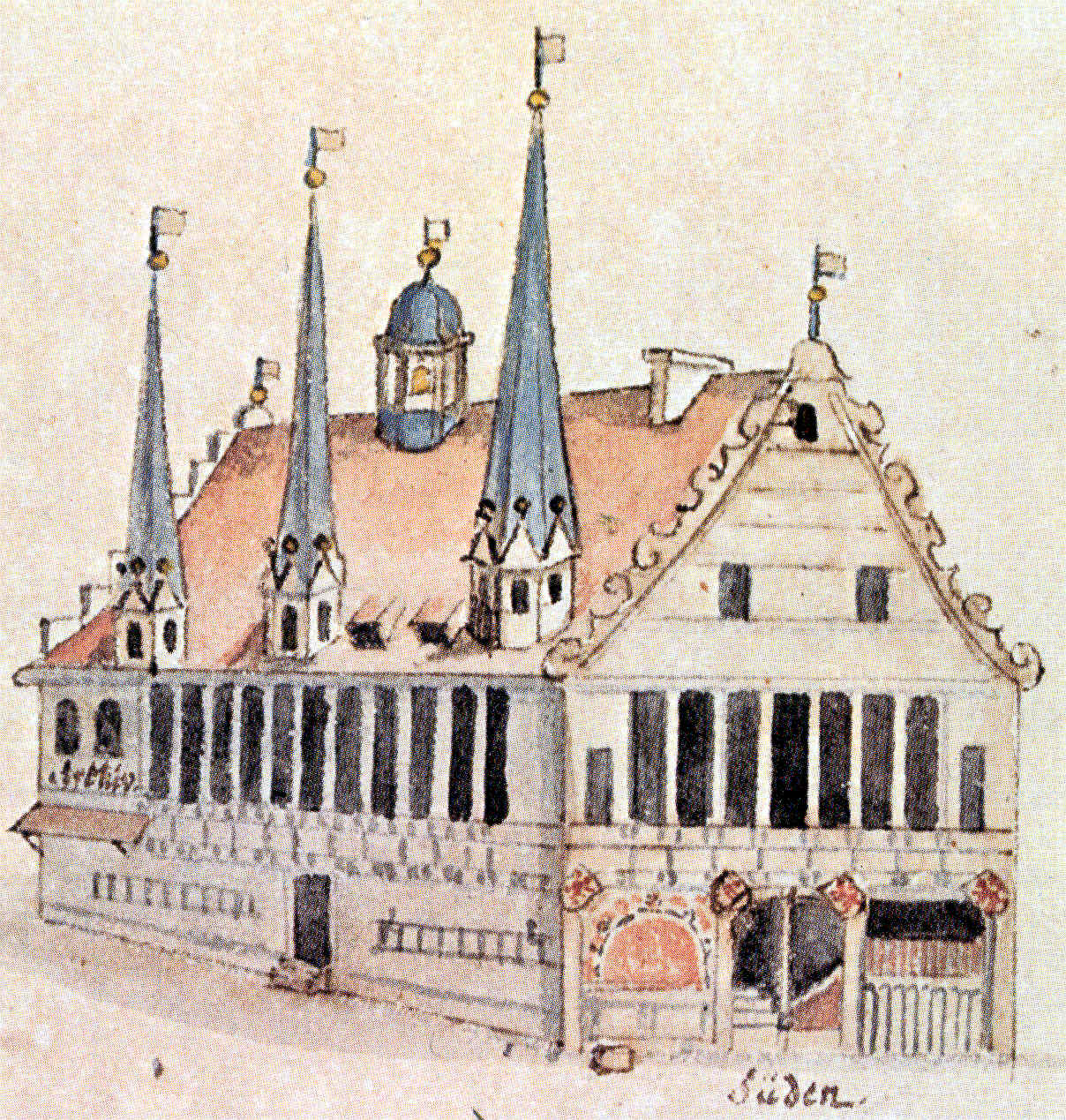
Sackrathaus
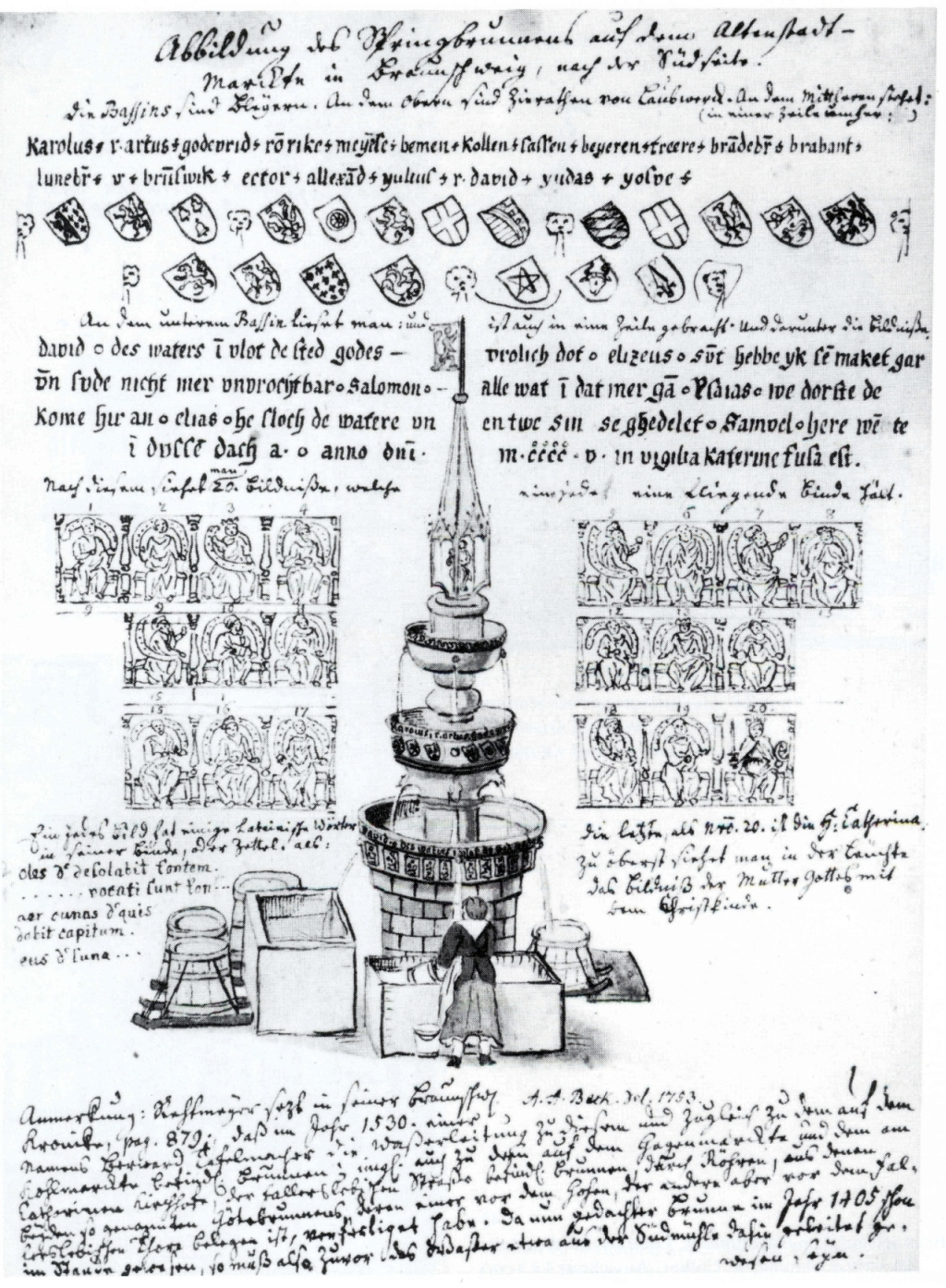
Springbrunnen auf dem Altenstadt-Markte
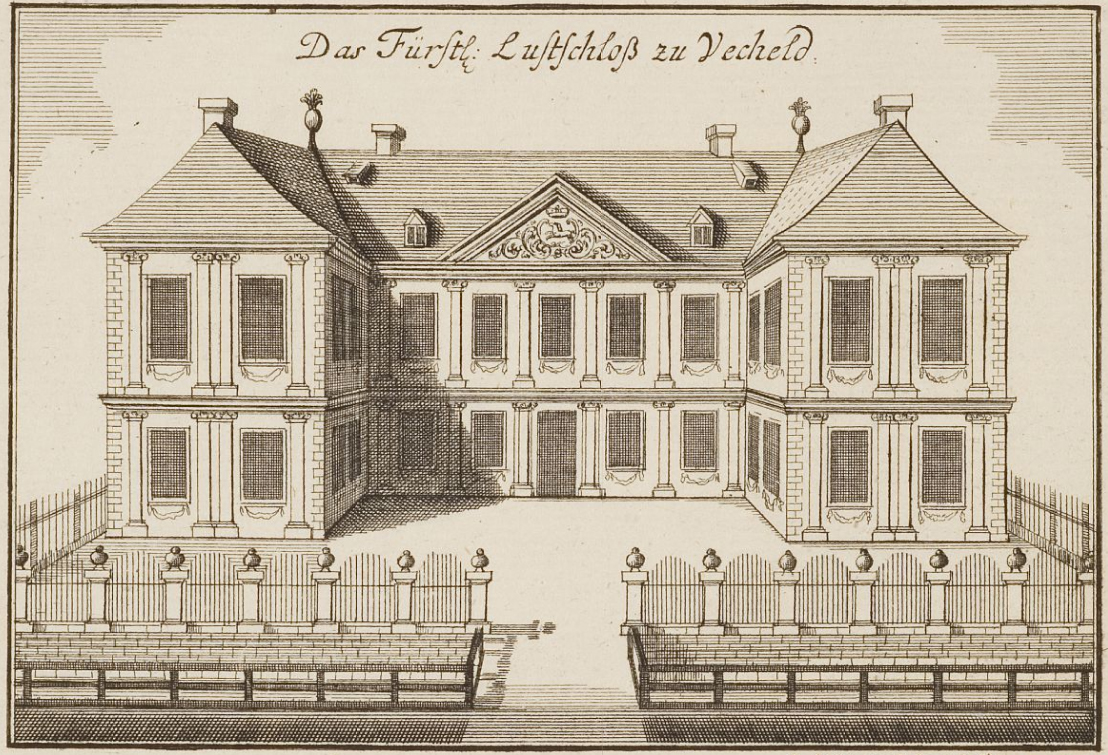
Schloss Vechelde
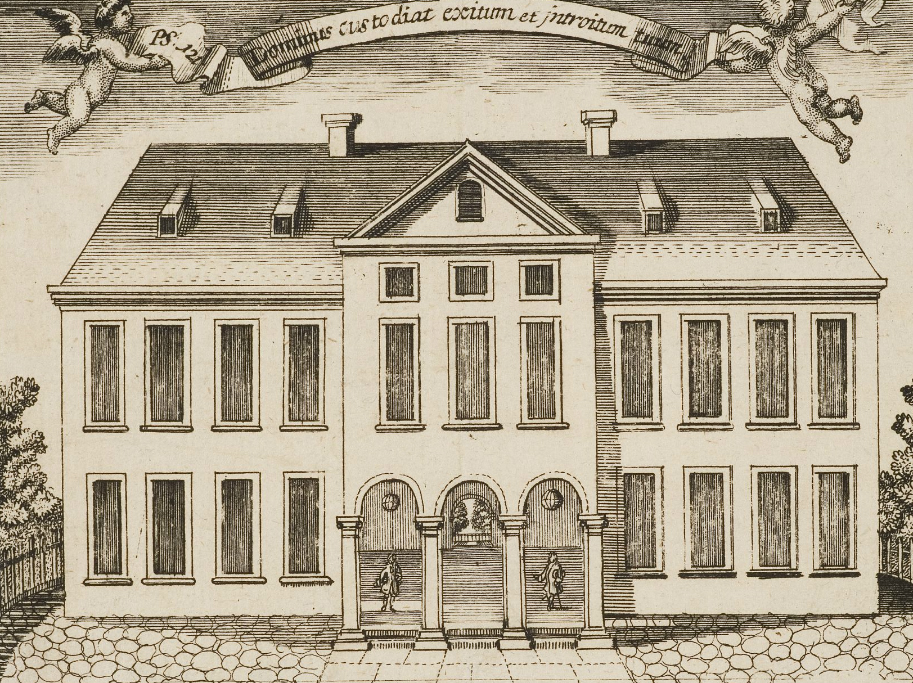
Bevernsches Palais Braunschweig